# 靳夕
靳夕（1919年—1997年），原名靳涤萍，男，天津人，中国木偶片编剧、导演，曾任中国电影家协会理事。